# Cratere Micoud
Micoud  è un cratere sulla superficie di Marte.